# 罗迪卡·阿尔巴
罗迪卡·阿尔巴（羅馬尼亞語：Rodica Arba，1962年5月5日—），旧姓普什卡图（Puşcatu），罗马尼亚女子赛艇运动员。她曾代表罗马尼亚参加1980年、1984年和1988年夏季奥林匹克运动会赛艇比赛，获得二枚金牌、一枚银牌和一枚铜牌。